# Gare de Carnières
La gare de Carnières est une gare ferroviaire belge de la ligne 112, de Marchienne-au-Pont à La Louvière-Centre, située à Carnières section de la commune de Morlanwelz dans la province de Hainaut en région wallonne.
Elle est mise en service en 1865. C'est une halte ferroviaire de la Société nationale des chemins de fer belges (SNCB) desservie par des trains Suburbains (S) et Omnibus (L).

## Situation ferroviaire
Établie à 144 m d'altitude, la gare de Carnières est située au point kilométrique (PK) 11,400 de la ligne 112, de Marchienne-au-Pont à La Louvière-Centre, entre les gares ouvertes de Piéton et de Morlanwelz.

## Histoire

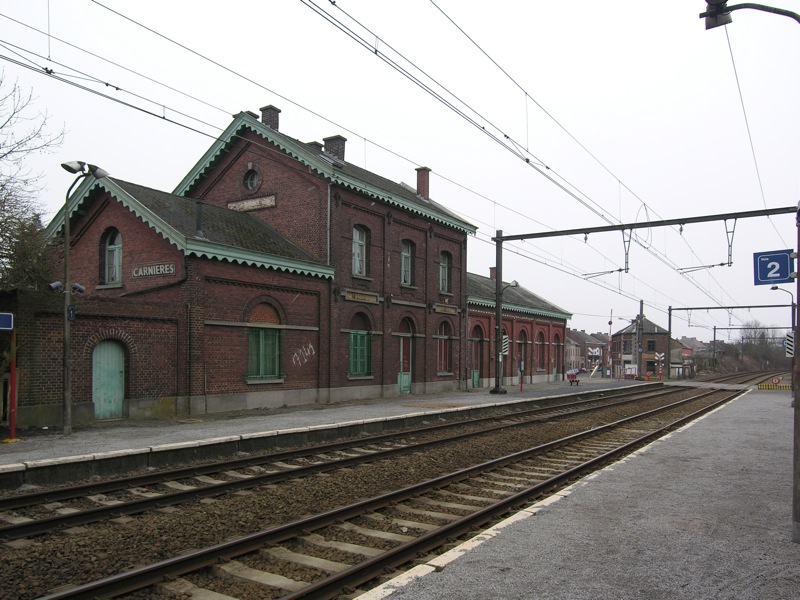
Bâtiment de la gare en 2006.

La station de Carnières est mise en service le 1er avril 1865 par la société du chemin de fer du Centre.
En 1896, le premier bâtiment des recettes est remplacé par un second, plus grand, correspondant au plan type 1895. Le corps central à deux étages abritait le guichet, le bureau et le logement du chef de gare qui se prolongeait dans une petite aile sous bâtière. L’autre aile, de cinq travées, abritait la salle d’attente des voyageurs et un magasin pour les bagages et colis. Un édifice séparé fut construit pour les toilettes avant qu’il ne soit démoli et que celles-ci ne soient déplacées au bout de la salle d’attente. La marquise de quai, qui existait encore en 1993 mais était en mauvais état, a désormais disparu. Il y avait aussi un abri de quai en briques qui est désormais fermé.
Le guichet de la gare est fermé le 23 mai 1993,.
Entre 2009 et 2010, la gare qui risquait de tomber en ruine est rénovée et repeinte. En 2018, les services de l’ONE devrait s’y installer tandis qu’une salle polyvalente de réunion sera mise à disposition du secteur associatif dans le reste du bâtiment.
En 2022, les services de consultation de l'ONE s'y sont installés et le reste du bâtiment sert d'espace d’accueil pour enfants.

## Service des voyageurs

### Accueil
Halte SNCB, c'est un point d'arrêt non géré (PANG) à accès libre.
La traversée des voies et le passage d'un quai à l'autre s'effectuent par le passage à niveau routier.

### Desserte
Carnières est desservie par des trains Suburbains (S62) de la SNCB ()voir brochure de la ligne 118 Mons - Charleroi).
La desserte comprend en semaine des trains S62 reliant Luttre à Charleroi-Central via La Louvière toutes les heures renforcés le matin par un train L Mons - Charleroi-Central et un S62 supplémentaire La Louvière-Sud - Charleroi.
Les week-ends et jours fériés, il existe un train toutes les deux heures entre La Louvière-Centre et Charleroi-Central.

### Intermodalité
Un parc pour les vélos et un parking pour les véhicules y sont aménagés.

## Comptage voyageurs
Le graphique et le tableau montrent le nombre de passagers qui en moyenne embarquent durant la semaine, le samedi et le dimanche.
| Nombre de voyageurs qui embarquent à la gare de Carnières | Nombre de voyageurs qui embarquent à la gare de Carnières | Nombre de voyageurs qui embarquent à la gare de Carnières | Nombre de voyageurs qui embarquent à la gare de Carnières |
|                                                           | Semaine                                                   | Samedi                                                    | Dimanche                                                  |
| --------------------------------------------------------- | --------------------------------------------------------- | --------------------------------------------------------- | --------------------------------------------------------- |
| 1977                                                      | 325                                                       | 76                                                        | 31                                                        |
| 1978                                                      | 331                                                       | 66                                                        | 29                                                        |
| 1979                                                      | 308                                                       | 77                                                        | 32                                                        |
| 1980                                                      | 285                                                       | 55                                                        | 33                                                        |
| 1981                                                      | -                                                         | -                                                         | -                                                         |
| 1982                                                      |                                                           | -                                                         | -                                                         |
| 1983                                                      | 192                                                       | 36                                                        | 39                                                        |
| 1984                                                      | 336                                                       | 39                                                        | 28                                                        |
| 1985                                                      | 369                                                       | 82                                                        | 56                                                        |
| 1986                                                      | 288                                                       | 63                                                        | 42                                                        |
| 1987                                                      | 340                                                       | 53                                                        | 81                                                        |
| 1988                                                      | 331                                                       | 52                                                        | 62                                                        |
| 1989                                                      | 293                                                       | 41                                                        | 49                                                        |
| 1990                                                      | 217                                                       | 30                                                        | 30                                                        |
| 1991                                                      | 245                                                       | 57                                                        | 63                                                        |
| 1992                                                      | 207                                                       | 24                                                        | 59                                                        |
| 1993                                                      | 204                                                       | 43                                                        | 32                                                        |
| 1994                                                      | 201                                                       | 51                                                        | 33                                                        |
| 1995                                                      | 191                                                       | 40                                                        | 18                                                        |
| 1996                                                      | 195                                                       | 26                                                        | 27                                                        |
| 1997                                                      | 176                                                       | 46                                                        | 26                                                        |
| 1998                                                      | 173                                                       | 27                                                        | 20                                                        |
| 1999                                                      | 156                                                       | 33                                                        | 16                                                        |
| 2000                                                      | 171                                                       | 28                                                        | 22                                                        |
| 2001                                                      | 146                                                       | 20                                                        | 16                                                        |
| 2002                                                      | 134                                                       | 28                                                        | 17                                                        |
| 2003                                                      | 151                                                       | 38                                                        | 26                                                        |
| 2004                                                      | 159                                                       | 24                                                        | 15                                                        |
| 2005                                                      | 165                                                       | 36                                                        | 28                                                        |
| 2006                                                      | 178                                                       | 30                                                        | 18                                                        |
| 2007                                                      | 129                                                       | 28                                                        | 15                                                        |
| 2008                                                      | -                                                         | -                                                         | -                                                         |
| 2009                                                      | 145                                                       | 27                                                        | 28                                                        |
| 2010                                                      | -                                                         | -                                                         | -                                                         |
| 2011                                                      | -                                                         | -                                                         | -                                                         |
| 2012                                                      | 165                                                       | 28                                                        | 30                                                        |
| 2013                                                      | 166                                                       | 33                                                        | 34                                                        |
| 2014                                                      | 168                                                       | 29                                                        | 30                                                        |
| 2015                                                      | 153                                                       | 29                                                        | 19                                                        |
| 2016                                                      | 126                                                       | 22                                                        | 18                                                        |
| 2017                                                      | 141                                                       | 17                                                        | 15                                                        |
| 2018                                                      | 129                                                       | 37                                                        | 12                                                        |
| 2019                                                      | 111                                                       | 38                                                        | 22                                                        |
| 2020                                                      | 99                                                        | 30                                                        | 20                                                        |
| 2021                                                      | -                                                         | -                                                         | -                                                         |
| 2022                                                      | 187                                                       | 34                                                        | 36                                                        |
| 2023                                                      | 159                                                       | 67                                                        | 41                                                        |
| 2024                                                      | 199                                                       | 50                                                        | 45                                                        |